# Węglin (Kraśnik)
Pour les articles homonymes, voir Węglin.
Węglin (prononciation : [ˈvɛŋɡlin]) est un village polonais de la gmina de Trzydnik Duży dans le powiat de Kraśnik de la voïvodie de Lublin dans l'est de la Pologne.
Il se situe à environ 6 kilomètres au sud de Trzydnik Duży (siège de la gmina), 14 kilomètres au sud-ouest de Kraśnik (siège du powiat) et 58 kilomètres au sud-ouest de Lublin (capitale de la voïvodie).

## Histoire
De 1975 à 1998, le village est attaché administrativement à la voïvodie de Tarnobrzeg.

Depuis 1999, il fait partie de la voïvodie de Lublin.